# Nguyễn Tiểu La
Nguyễn Tiểu La (chữ Hán: 阮小羅; 1863-1911), tên thật là Nguyễn Thành (阮誠), là một chí sĩ yêu nước thời cận đại trong lịch sử Việt Nam.
     

## Thân thế và sự nghiệp
Nguyễn Tiểu La còn có tên là Nguyễn Hàm, tự là Triết Phu, hiệu là Nam Thạnh, sau đổi thành Tiểu La, nên thường được người đời quen gọi là Tiểu La Nguyễn Thành, hay Tiểu La Thành, hay Nguyễn Tiểu La. Ngoài ra, ông còn được gọi là Ấm Hàm.
Ông sinh năm 1863, tại làng Thạnh Mỹ, phủ Thăng Bình (nay là thôn Quý Thạnh, xã Bình Quý, huyện Thăng Bình, tỉnh Quảng Nam), trong một gia đình theo Nho giáo.
Theo Phan Bội Châu, thì ông là người thông minh và có ý chí ngay từ thuở nhỏ.
Thân sinh ông là Nguyễn Trường, làm Bố chính sứ tỉnh Bình Định, hàm Tham Tri dưới thời Tự Đức, sau đó mất tại Bình Định. Nguyễn Thành, khi đó hãy còn là thiếu niên, đã đứng ra chủ trì việc đưa thi hài thân sinh từ Bình Định về chôn cất tại quê nhà, thể hiện đức tính tự chủ và tháo vát.
Năm 1885, ông ra Huế thi Hương, nhưng do vụ binh biến kinh thành Huế nên kỳ thi không tổ chức được. Ông trở lại quê nhà, từ bỏ đèn sách, hưởng ứng Phong trào Nghĩa hội. Với tư cách là ấm sinh, ông chiêu mộ một cánh quân, hiệp cùng Nghĩa hội đánh thành tỉnh Quảng Nam, lúc này ông mới 22 tuổi.
Sau khi Pháp chiếm lại thành tỉnh Quảng Nam, họ đưa quân đi càn quét vào các huyện, xã; Nguyễn Thành đã cho cho quân mai phục, đánh thắng nhiều trận, uy tín được nâng cao. Phó bảng Nguyễn Duy Hiệu giao cho ông chức Tán Tương quân vụ kiêm Thượng Biện tỉnh vụ và khi Án Nại hy sinh tại mặt trận Phú Thượng, ông được chỉ định thay thế; nghĩa binh dưới quyền chỉ huy của ông đã mở nhiều trận đột kích vào Đà Nẵng.
Năm 1887, khi phong trào Nghĩa Hội bị thất bại, Nguyễn Thành vẫn tiếp tục tổ chức chiến đấu. Viên quan nhà Nguyễn thân Pháp là Nguyễn Thân tìm cách bắt sống ông, sau đó tìm mọi cách mua chuộc nhưng không thành, bèn kết án quản thúc ông tại quê nhà. Tuy nhiên, ông vẫn tìm cách bí mật hoạt động. Tại sơn trang Nam Thạnh, ông liên lạc với các văn nhân, sĩ phu yêu nước trong tỉnh và cả nước, chờ thời cơ giúp dân, cứu nước.
Năm 1903, Phan Bội Châu đã đến sơn trang để tìm gặp Nguyễn Thành. Năm 1904, Hội nghị thành lập Duy Tân hội đã diễn ra tại đây, ông là một trong những người có công lớn trong việc sáng lập và tổ chức Duy Tân hội. Sau khi Phan Bội Châu sang Nhật, Nguyễn Thành bí mật hoạt động ở trong nước, ông vận động kinh phí, đưa thanh niên ra nước ngoài du học để chuẩn bị lực lượng cứu nước.
Năm 1908, cùng lúc phong trào Duy Tân hội đang phát triển mạnh, cuộc kháng thuế ở Trung Kỳ đã nổ ra. Chính quyền Pháp thẳng tay đàn áp và truy bắt các sĩ phu yêu nước. Nguyễn Thành cũng bị bắt giữ và bị kết án 9 năm biệt xứ, đày đi Côn Đảo. Ông qua đời tại đây vào ngày 11 tháng 11 năm 1911. Mãi đến năm 1957, thi thể của ông mới được đưa về cải táng tại quê nhà.

## Bài thơ tuyệt mệnh
Sinh thời Nguyễn Tiểu La có làm thơ để tỏ chí. Trích giới thiệu bài thơ cuối cùng, khi ông bị đối phương hành hạ đến thổ huyết sắp mất:
| Phiên âm Hán-Việt: Nhất sự vô thành mấn dĩ ban Thử sinh hà diện kiến giang san. Bổ thiên vô lực đàm thiên dị, Tế thế phi tài tỵ thế nan. Thời cuộc bất kinh vân biến huyễn, Nhân tình chỉ khủng thủy ba lan. Vô cùng thiên địa khai song nhãn, Tái thập niên lai thí nhất quan. | Huỳnh Thúc Kháng (1876-1947) dịch thơ: Một việc chưa thành tóc nhuộm màu, Non sông ngoảnh lại thẹn mày râu. Vá trời thiếu sức bàn nghe dễ, Cứu thế không tài tránh ở đâu? Cuộc biến ngại gì mây đổi sắc, Tình người e nổi sóng thêm sâu. Mở toang hai mắt xem trời đất, Ngắm thử mười năm vẫn thế ru. |

## Câu đối điếu
Nghe tin Nguyễn Tiểu La mất, một đồng chí và là bạn tù của ông là Nguyễn Đình Kiên (?-1942), người Hương Sơn (Hà Tĩnh), có làm câu đối điếu:
Quân hầu kỳ Hoành Sơn nam chi hào dư, tiền Cần vương sự, hậu ứng nghĩa trào, trấp tải kinh doanh, điệp điệp cương trường lưu phiến mặc.
Ngô bối vị Hồng Lạc tổ giả tử nhĩ, hoành hữu bát hoang, tung hữu thiên cổ, đương niên tâm sự, ngao ngao dư luận phó giang vân.
Huỳnh Thúc Kháng dịch:
Quân hầu rõ bực hào phía Nam núi Hoành Sơn chăng? Cần vương lớp trước, Tân đảng lớp sau, nửa kiếp kinh doanh, khảng khái tâm thành ghi nét mực.
Chúng ta chết vì để báo đền cho tổ Hồng Lạc đấy! Tám cõi bề ngang, nghìn xưa bề dọc, một bầu tâm sự, xôn xao miệng thế phó chòm mây!